# Porcellionides cingendus
Porcellionides cingendus är en kräftdjursart som först beskrevs av John Robert Kinahan 1857.  Porcellionides cingendus ingår i släktet Porcellionides och familjen Porcellionidae. Inga underarter finns listade i Catalogue of Life.